# 애널리틱스

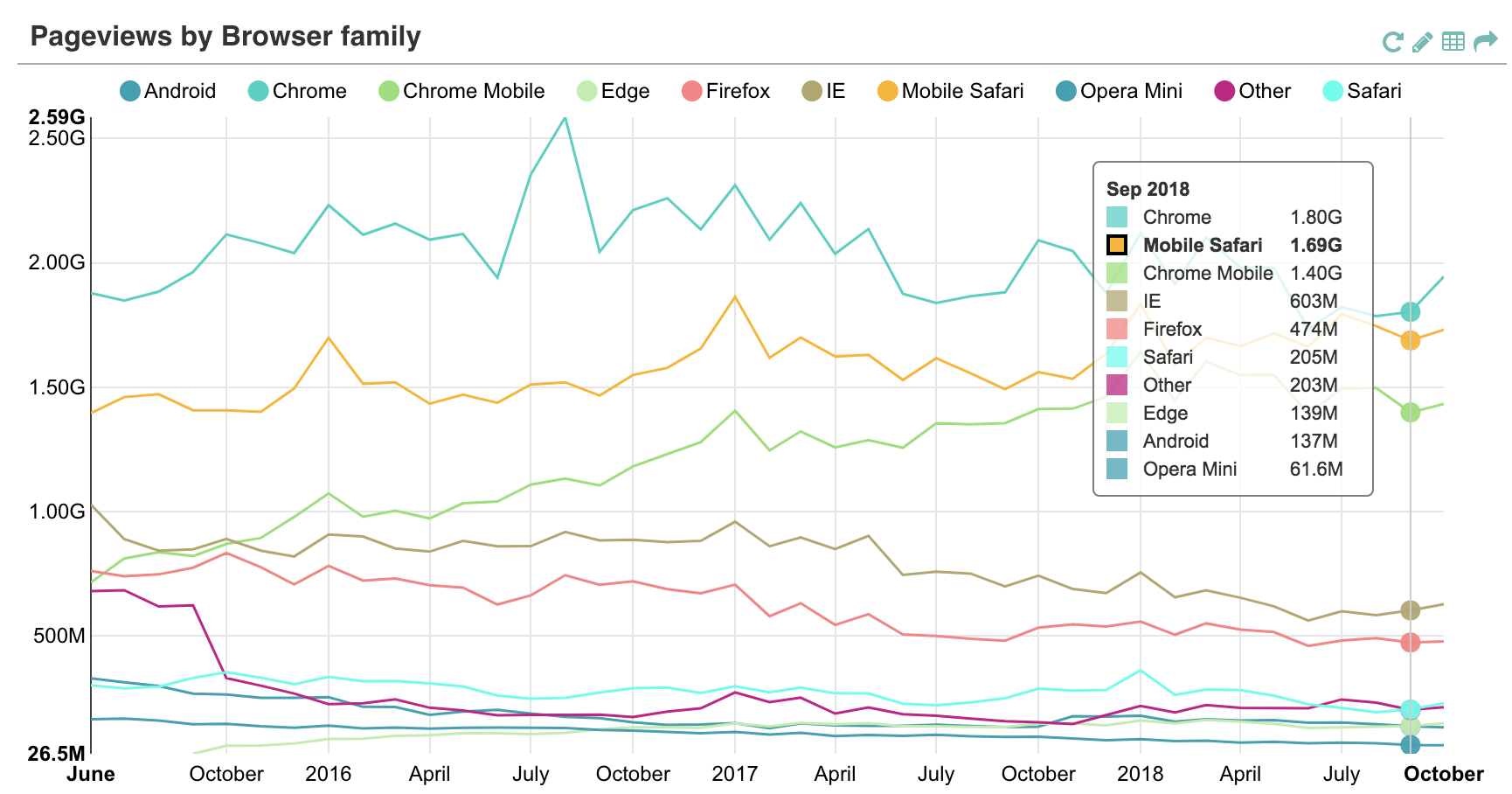
영어 위키백과의 트래픽 분석

애널리틱스(Analytics)는 데이터 또는 통계의 체계적인 계산전 분석이다. 데이터의 유의미한 패턴의 발견, 해석, 의사소통을 위해 사용된다. 효과적인 의사 결정에 데이터 패턴을 적용하는 것이 수반되기도 한다. 기록된 정보가 풍부한 분야에서 가치가 있을 수 있다. 애널리틱스는 성과를 수량화하기 위해 통계학, 컴퓨터 프로그래밍, 운용과학의 동시 응용에 의존한다.

## 애널리틱스와 분석
분석은 과거를 이해하는 것에 초점을 둔다. 즉, 무엇이 발생했고 왜 발생했는지에 대한 것에 초점을 둔다. 반면 애널리틱스는 왜 발생했는지, 그리고 미래에 무엇이 발생할 것인지에 초점을 둔다.

## 같이 보기
- 분석